# Economia de l'Índia

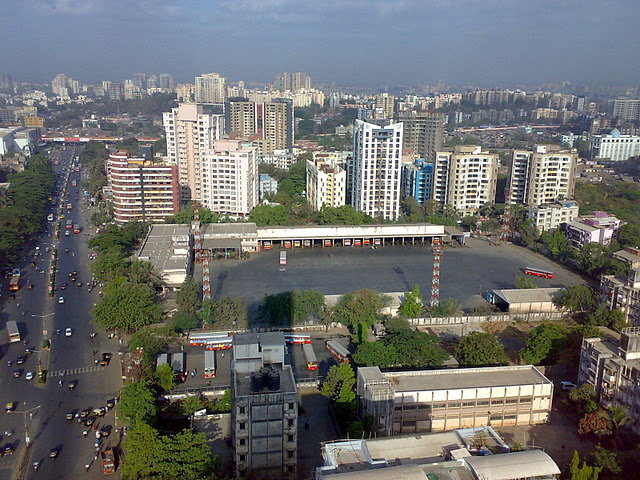
Mumbai és considerada el centre financer d'Índia.

Índia s'està desenvolupant com una economia de lliure mercat, malgrat mantenir trets d'antigues polítiques autàrquiques. La liberalització econòmica, incloent-se el sector industrial, la privatització d'empreses públiques i la reducció dels controls de les inversions externes i del comerç van començar en els anys 1990 i van servir per accelerar el creixement del país, que té superat els 7% a l'any des del 1997.
L'economia del país és diversificada; hi ha des d'activitats agrícoles tradicionals en petits pobles i artesania, fins a una gran diversitat d'indústries i serveis moderns. Poc més de meitat de la mà d'obra treballa en l'agricultura, però el sector de serveis és el més important de l'economia del país, i és responsable per meitat del PIB nacional, ocupant 1/3 de la força de treball. El país es beneficia de la seva vasta població anglòfona per tornar-se un important exportador de serveis de tecnologia i programari. El país s'ha recuperat bé de la crisi del 2010, principalment a causa del seu fort mercat intern, i el creixement real ha sobrepassat els 8%.